# Otto Bernhard Harberg
Otto Bernhard Harberg, född 11 februari 1830 i Emmislövs socken, död där 28 juli 1862, var en svensk lantbrukare och fiolspelman.

## Biografi
Otto Bernhard Harberg var son till lantbrukaren Anders Bengtsson Harberg. Han hade ärvt sin musikaliska begåvning och fick sin utbildning av fadern, vars gård Fejlen i Emmislöv han tog över och brukade. Han övertog faderns roll som ledande musiker i trakten och blev snart känd som en ypperlig musiker. I hans efterlämnade notbok, som innehåller ett sextiotal melodier, delvis komponerade av honom själv, dominerar kadriljerna.